# 维佐洛普雷达比西
维佐洛普雷达比西（義大利語：Vizzolo Predabissi），是意大利米兰省的一个市镇。总面积5.67平方公里，人口3968人，人口密度699.8人/平方公里（2009年）。国家统计（ISTAT）代码为015244。